# ميلان ماتوس
ميلان ماتوس هو منافس ألعاب قوى كوبي، ولد في 12 نوفمبر 1949 في غونتانامو في كوبا، وتوفي في 16 مارس 2018 بسبب سرطان.

## وصلات خارجية
- ميلان ماتوس على موقع أوليمبيديا (الإنجليزية)